# Фрідріх I (курфюрст Пфальцу)
Фрідріх I Переможний (нім. Friedrich I. der Siegreiche; 1 серпня 1425 — 12 грудня 1476) — 6-й курфюрст Пфальцу в 1451—1476 і 1476–1508 роках. Мав також прізвисько «Злий Фріц».

## Життєпис

### Молоді роки
Походив з династії Рейнських Віттельсбахів. Другий син Людвіга III, курфюрста Пфальцу, і Матильди Савойської. Народився 1425 року в Гайдельберзі. 1427 року заручено з представницею Ландсгут-Баварських Віттельсбахів. Втім весілля не відбулося. Фредерік здобув ґрунтовну освіту як у лицарських навичках, таких як фехтування, полювання чи верхова їзда, так і в семи вільних мистецтвах, окрім риторики. Ернст Ландшад фон Штайнах навчав його теології.
1436 року помер батько, а 1439 року Фрідріх успадкував частину Пфальцу, але добровільно поступився нею старшому братові — курфюрсту Людвігу IV.

### Регент
1449 року після смерті брата Людвіга IV призначається регентом при малолітньому небожеві Філіппі I. Невдовзі вступив у протистояння з могутніми шляхетськими родами Пфальцу.
Рід Лютцельштайнів спільно з Ліхтенбергами вступили у конфлікт з графами Лейнінген. Фрідріх намагався двічі вирішити цю суперечку на засіданнях в Гайдельберзі і Вайсенбурзі, проте марно. Восени 1450 року регент вирішив оружно змусити Лютцельштейнів замиритися, але без особливого успіху. У червні 1451 року Ліхтенбергам вдалося розбити графів Лейнінген у Рейхсгофена, після чого Лютцельштайни оголосили Фрідріху війну. Їх підтримали Людвіг I, пфальцграф Цвайбрюкену, маркграф Якоб I Баденський, Дітрих Шенк, архієпископ Майнцький. За цих умов Фрідріх переконав стани Пфальцу передати йому владу. Натомість він всиновив Філіппа I, до якого після смерті Фрідріха повинна була перейти влада.

### Курфюрст
У січні 1452 року прийняв у Гайдельберзі присягу як курфюрст. Трохи пізніше купив у папи римського Миколая V схвалення цього. Його підтримали міста Шпейєр, Вімпфен, Ульм, Рейтлінгена, Вейль, Кемптен, Інген, Ален, Нюрнберг, Нердлінген, Ротенбург, Дінкельсбюль, Віндгейм і Вайсенбург, єпископи Вормський і Шпаєрський, Баварські Віттельсбахи — Людвіг IX, герцог Ландсгут-Баварський, і Альбрехт IV, герцог Баварсько-Мюнхенський. У листопаді того ж року Фрідріх I на чолі шеститисячного війська розбив Лютцельштайнів і приєднав їх графство до Пфальцу.
Водночас 1452 року здійснив реформу Гайдельберзького університету. Було змінено методи навчання, а також включено до переліку дисциплін вивчення римського права. Також запросив до свого двору німецьких гуманістів та поетів.
У 1453 році курфюрст спрямував війська до Верхнього Пфальцу, який визнав владу Фрідріха I. Водночас пфальцграф Людвіг I Цвайбрюкенський продовжив боротьбу проти Фрідріха I. У 1454 році верхньопфальцьке місто Амберг підкорилося курфюрсту, сплатило контрибуцію, погодилося на розміщення залоги. З огляду на ці успіхи титул Фрідріха I визнали спочатку курфюрсти Тріра і Кельна (1453 рік), потім — курфюрсти Бранденбурга і Саксонії (1454 рік). 1454 року уклав союз з Фрідріхом II Гогенцоллерном, курфюрстом Бранденбургу, спрямованим проти імператора Фрідріха III Габсбурга.
У 1455 році відновилася війна з пфальцграфом Цвайбрюкена. Останній спочатку спирався на підтримку Філіппа III, герцога Бургундії. Втім Фрідріху I вдалося перетягнути того на свій бік.також було укладено союзи з маркграфом Карлом I Баденським і Дітрихом Шенком, архієпископом Майнцу. Разом з останнім вдалося захопити замок Крайцнах. Невдовзі Людвіг Цвайбрюкенський визнав зверхність курфюрста Пфальцу.
У 1456 році на рейхстазі в Нюрнберзі разом з Бранденбургом і архієпископом Майнцу намагався натиснути на імператора з метою розширення прав курфюрстів, проте без якогось успіху. У 1457 році від цього союзу відколовся Бранденбург, а у 1458 році Фрідріх I знову погиркався з архієпископом майнцьким Дітрихом Шенком через прикордонні землі.
У 1458 році Фрідріх I надав допомогу Людвігу IX, герцогу Ландсгут-Баварському у захопленні міста Донауверт. Невдовзі вступив у конфлікт з графством Вюртемберг через замок Віддерн. Останній ворог захопив за підтримки Альбрехта Ахілла Гогенцоллерна, маркграфа Ансбах-Кульмбаського. Водночас знову почалися суперечки через Донаверт. Імператор Фрідріх III вирішив звільнити місто, спрямувавши Альбрехта Ахілла Гогенцоллерна. Фрідріх I продовжив підтримку Людвіга IX. При цьому намагався укласти союз з Їржи з Подєбрад, королем Богемії, втім без успіху.
1459 року на рейхстазі в Нюрнберзі відбувся відкритий конфлікт між Віттельсбахами і Гогенцоллернами, що спричинило так звану Баварську війну. У 1460 році проти Фрідріха I виступили союзники Альбрехта Ахілла Гогенцоллерна — новий архієпископ Майнцький Дітер фон Ізенбург, Людвіг I, пфальцграф Цвейбрюку, маркграф Карл I Баденський, граф Ульріх V Вюртемберзький і Георг Баденський, єпископ Мецу. В свою чергу Фрідріх I уклав союз з ландграфом Людвігом II Гессенським. 4 липня 1460 року у битві біля Пфеддерсгайма пфальцько-гессенські війська здобули вражаючу перемогу, здолавши двократно більші ворожі війська та захопивши 150 лицарів. Невдовзі більшість ворогів Пфальцу були вимушені укласти мир з Фрідріхом I. Під тиском маркграфа Баденського підкорився останнім Людвіг Цвайбрюкенський.
1461 році на рейхстазі в Нюрнберзі підтримав пропозицію оголосити про позбавлення трону Фрідріха III Габсбурга, як невиконуючого обов'язки імператора, та проголосити новим правителем Їржи з Подєбраду. Втім жодна пропозиція не набула підтримки. Того ж року надав допомогу Дітеру фон Ізенбургу у боротьбі з Адольфом Нассау за архієпископством Майнцьке. Крім військової допомоги Фрідріх I надав 100 тис. талерів в заклад землі між Гайдельбергом і Дібургом. Проти Пфальцу виступив маркграф Баденський, який підтримав Адольфа Нассау.
1462 року папа римський Пій II відлучив від церкви Фрідріха I за війну проти Адольфа Нассау, який був папським кандидатом. Внаслідок цього курфюрста Пфальцу залишили союзники, й проти нього утворилася нова коаліція з імператора Фрідріха III, маркграфа Альбрехта Ахілла Гогенцоллерна, маркграфа Карла I Баденського, графа Ульріха V Вюртемберзького і єпископа Георга Мецького. Втім Фрідріх I діяв швидше за своїх ворогів. Біля Зеккенгайма він напав на супротивників, переміг їх, захопивши Ульріха Вюртемберзького, Георга Мецького і Карла Баденського. Внаслідок цього в жовтні того ж року в Регенсбурзі почалися мирні перемовини. Фрідріх I вимагав для свого брата Рупрехта Кельнське архієпископство. Папський престол погоджувався на це при умові визнання Пфальцом Адольфа Нассау як Майнцького архієпископа. Втім сторони не знайшли порозуміння. Невдовзі після цього Адольф Нассау зумів відвоювати Майнц. У квітні 1463 року було укладено мирний договір. Невдовзі після смерті Дітриха II фон Мерса новим архієпископом Кельнським став Рупрехт, брат курфюрста Пфальцу. Лише після цього Фрідріх I випустив Ульріха Вюртемберзького, Георга Мецького і Карла Баденського, які до того ж сплатили викуп у 40, 45 і 100 тис. гульденів відповідно (маркграф Бадену замість грошей передав графство Шпангайм, феоди Бегиггайм і Бонгайм). Слідом за цим укладено було мир з Адольфом Нассау, який визнав договір Фрідріха I з Дітером фон Ізенбергом, що залогу місцини між Гайдельбергом і Дібургом. 1464 року папське відлучення було знято з Фрідріха I.
Втім конфлікт курфюрста Пфальцу з імператором Фрідріхом III залишався. Тому 1465 року Фрідріх I уклав союз з Карлом, графом Шароле. У лютому 1466 року Фрідріх I не був запрошений на рейхстаг в Ульмі, на якому оголошувався земський мир. Тому курфюрст восени того ж року на запрошення ельзаських міст привів до миру графа Ганса фон Люпфен. У 1468 році він виграв суперечку у молодшої лінії роду Лейнінген після того як вимерла старша лінія цього роду. У 1469 році допоміг братові Рупрехту Кельнському повернути маєтки за безцінь закладені попередниками: Бонн, Нуйс, Брюль, Кайзерсверт, Кемпен, Андернах. Спочатку війська Фрідріха I зайняли спірні райони, а потім зобов'язали кредиторів повернути землі за призначену курфюрстом Пфальцу ціну. За це Фрідріх I отримав місто Кайзерсверт.
У 1470 році, скориставшись відсутністю імператора Фрідріха III в Німеччині, Фрідріх I вирішив розширити свою владу в Ельзасі. Посилаючись на «Золоту буллу», він як імперський вікарій, опанував абатством Вайсенбург і прилеглим містом. Незадоволені курфюрстом каноники звернулися за захистом до папи римського Павла II. Останній і імператор підтримали каноніків. Це призвело до війни, в ході якої Фрідріх I разом з графом Еберхардом V Вюртемберзьким, містами Вімпфеном і Гейльбронн спустошили околиці Вайсенбургу. Облога тривала 3 місяці і в лютому 1470 року сторони домовилися передати це питання третейському суду, а Фрідріх I отримував права ландфога в Ельзасі. Не згодний з цим рішенням імператор Фрідріх III у січні 1470 року піддав курфюрста Пфальцу імперській опалі й закликав з ним боротися. Імперським полководцем був призначений Людвіг I, пфальцграф Цвайбрюкену, якому імператор передав права ландфога в Ельзасі. Втім Фрідріх I завдав поразки Людвігу Цвайбрюкенському, який 1471 року змушений був віддати курфюрстові 12 замків. В 1471 році Фрідріх I провів кодифікацію права на території Пфальцу.
Людвіг IX, герцог Ландсгут-Баварський, в 1472—1473 роках намагався примирити імператора з Фрідріхом I, бажаючи об'єднати навколо імператора Виттельсбахів, Веттінів і Гогенцоллернів. Проте умови миру, запропоновані Фрідріхом III — сплата 32 тисяч гульденів штрафу, передача Ортенау і ельзаського ландфогства — курфюрст Пфальцу розцінив як надмірні. У відповідь 1474 року імператор знову піддав Фрідріха I імперській опалі, проте ніхто не наважився виконати це рішення.
Водночас Фрідріх I висунув претензії на частину графства Вюртемберг-Урах, з правителем якого Ебергардом I почав військові сутички, але не домігся бажаного.
Помер Фрідріх I 1476 року в Гайдельберзі, похований у францисканському монастирі. Йому спадкував небіж Філіпп I.

## Родина
Дружина — Клара, донька Герхарда Тотта, радника магістрату Аугсбургу.
Діти:
- Фрідріх (1461—1474), канонік спочатку Шпаєрського, потім Вормського соборів
- Людвіг (1463—1524), граф Левенштайн